# Daet
Daet ist eine philippinische Stadtgemeinde in der Provinz Camarines Norte, deren Hauptort sie ist.
Daet ist Sitz des Bistums Daet.
Die Stadtgemeinde ist bei Surfern aus der ganzen Welt ein beliebter Platz zum Surfen, insbesondere der weite Strand Bagasbas. Des Weiteren gehört die Inselgruppe der Calaguas zur Stadtgemeinde. Teile des Bicol Natural Parks liegen auf dem Gemeindegebiet.

## Baranggays
Daet ist politisch in 25 Baranggays unterteilt.
| - Alawihao - Awitan - Bagasbas - Bibirao - Borabod - Calasgasan - Camambugan - Cobangbang - Dogongan - Gahonon - Gubat - Lag-on - Magang | - Mambalite - Mancruz - Pamorangon - Barangay I/Ilaod (Pob.) - Barangay II/Pasig (Pob.) - Barangay III/Iraya (Pob.) - Barangay IV/Mantagbac (Pob.) - Barangay V/Pandan (Pob.) - Barangay VI (Pob.) - Barangay VII (Pob.) - Barangay VIII/Salcedo (Pob.) - San Isidro |

## Tourismus
Aufgrund der Aufmerksamkeit, die Daet von der internationalen Surfergemeinschaft erhalten hat, wurde der Ort vom Ministerium für Tourismus zum international akkreditierten Surfer-Ort erhoben.
Darüber hinaus erhält die Inselgruppe Calaguas im Norden der Stadtgemeinde Aufmerksamkeit von Touristen aus der Umgebung, genauso wie von ausländischen Touristen. Die Inselgruppe kann als „jungfräulich“ betrachtet werden, da dort noch keine Resorts errichtet wurden.

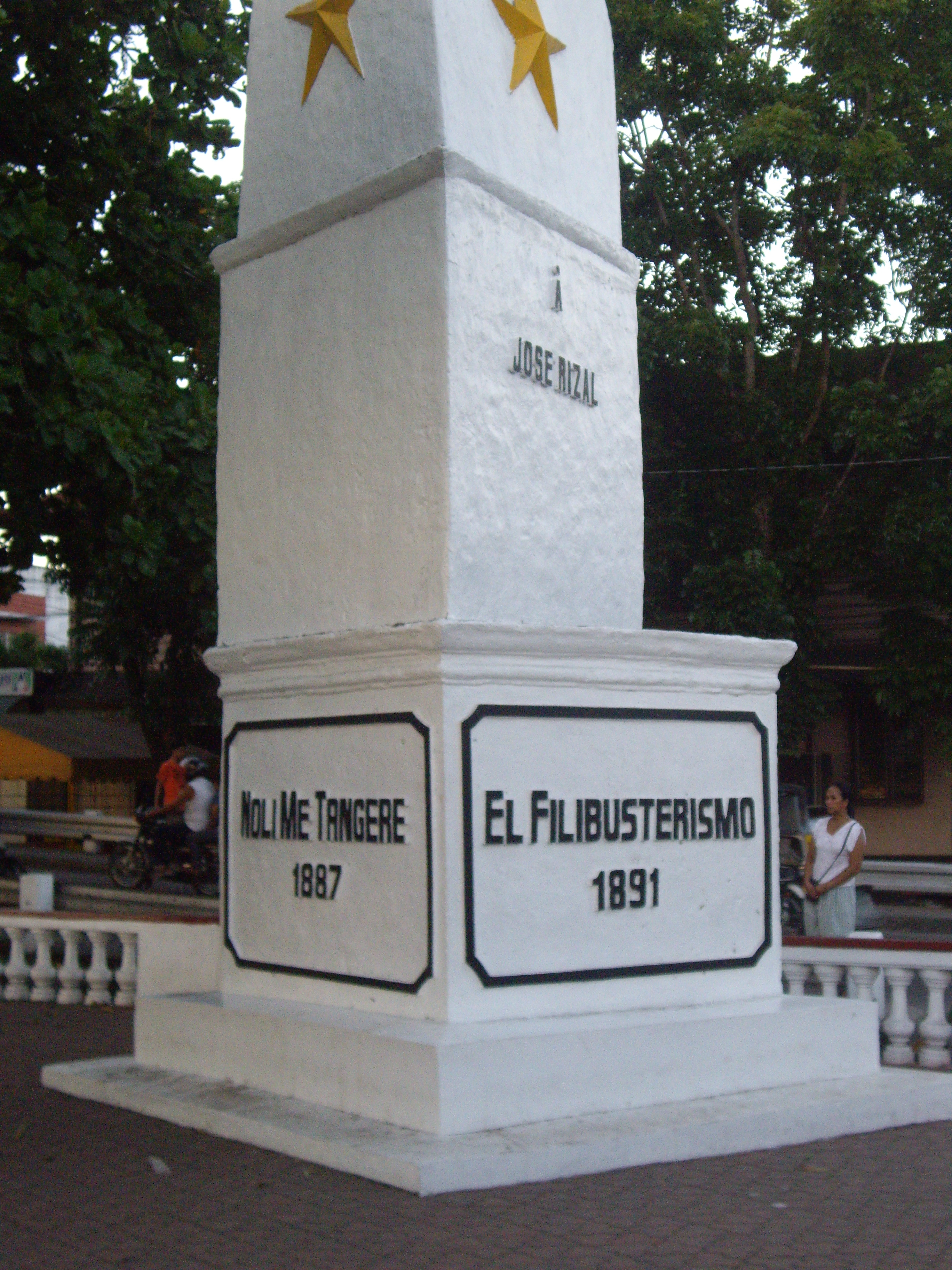
Jose Rizal Monument
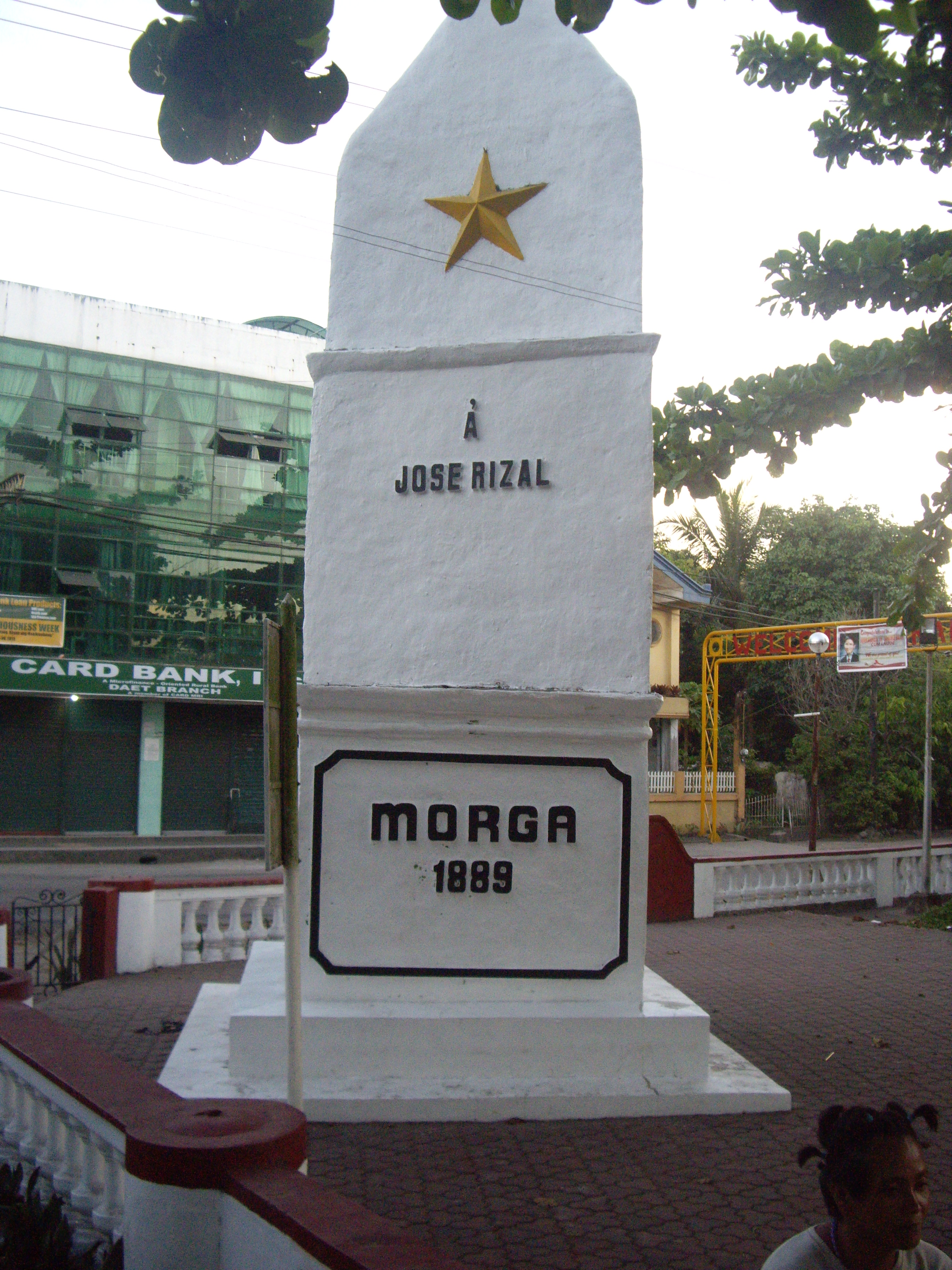
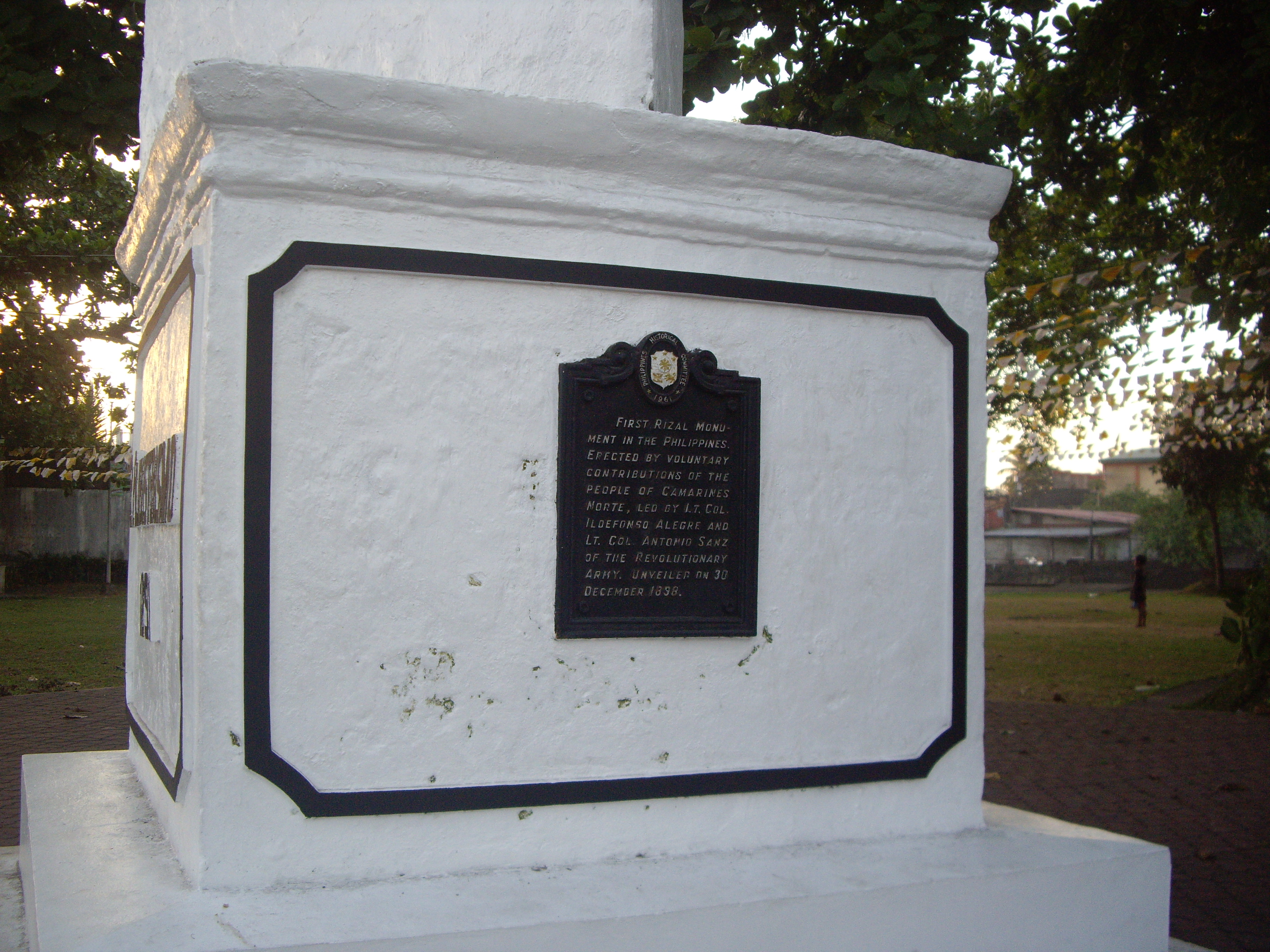
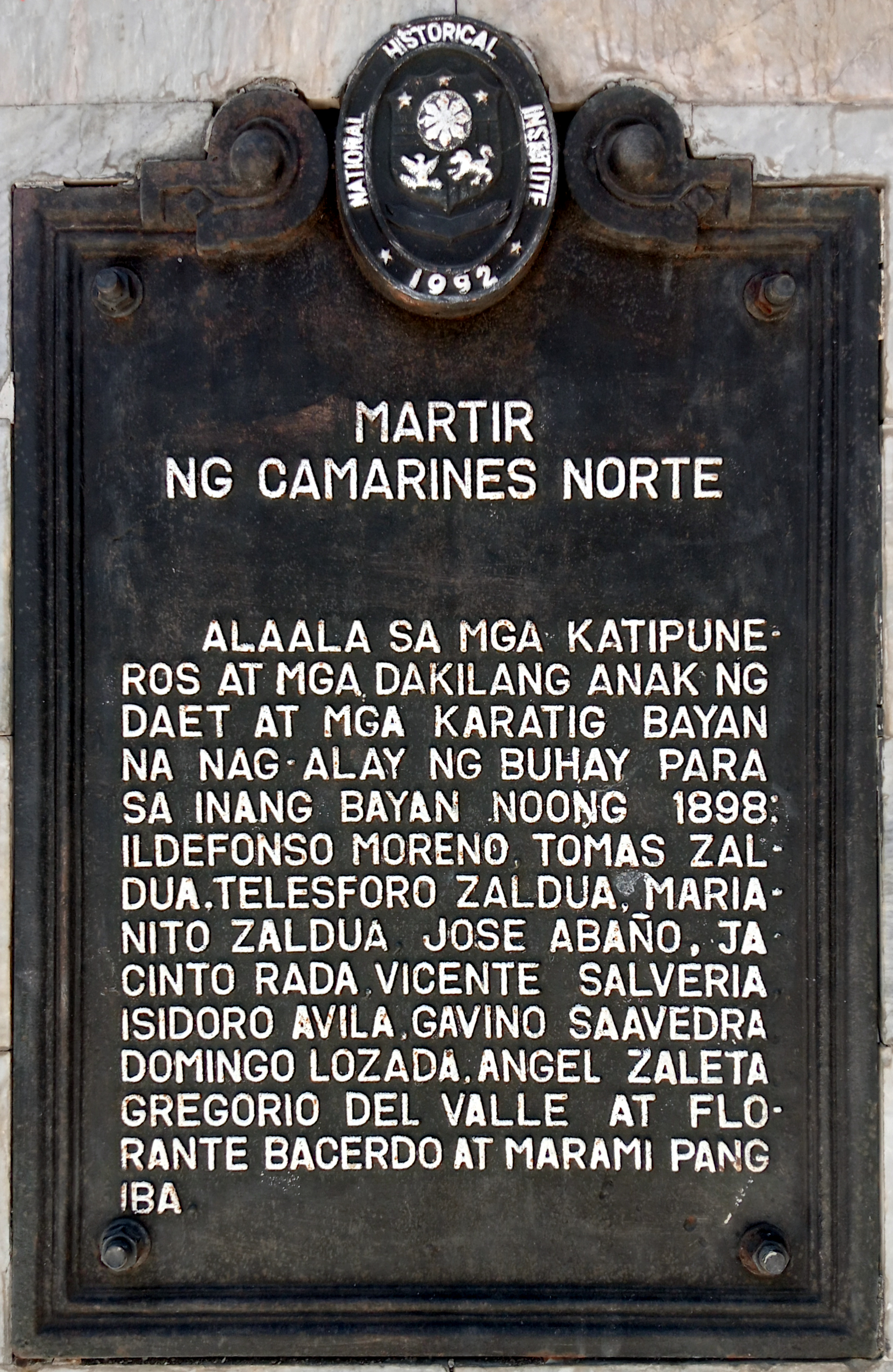
Gedenktafeln
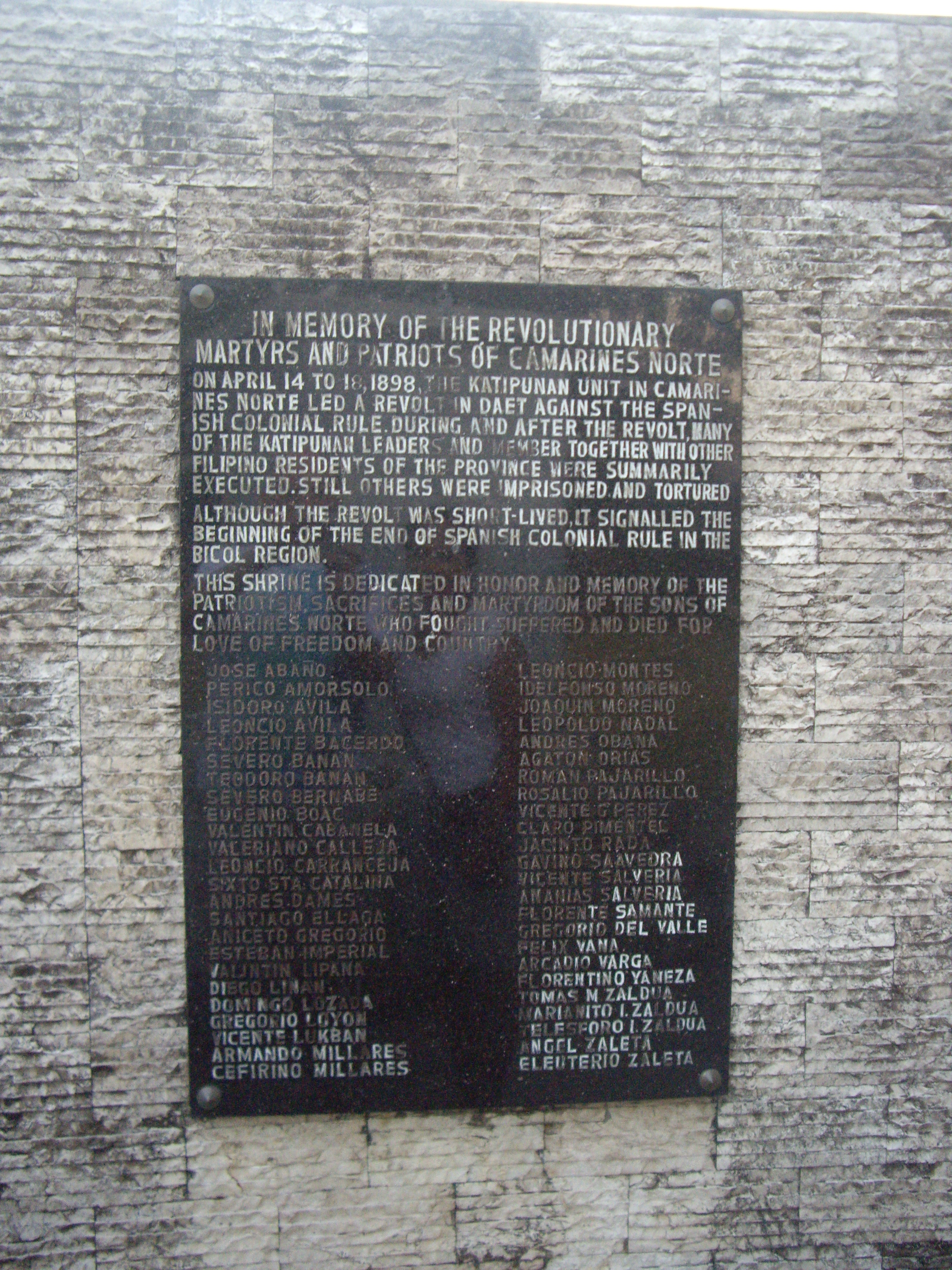

## Söhne und Töchter
- Wilfredo Manlapaz (* 1941), römisch-katholischer Geistlicher, emeritierter Bischof von Tagum
- Gerard Francisco Timoner OP (* 1956), römisch-katholischer Geistlicher und seit 2019 Ordensmeister des Dominikanerordens
- Dave Dean Capucao (* 1965), römisch-katholischer Geistlicher und ernannter Prälat der Territorialprälatur Infanta
- Rex Andrew Alarcon (* 1970), römisch-katholischer Geistlicher, Erzbischof von Caceres